# 李田
李田，字舜耕，湖廣承宣布政使司武昌府嘉魚縣（今湖北省嘉魚縣）人，明朝政治人物，景泰進士。

## 生平
景泰五年（1454年）甲戌科進士，歴官戶部郎中，擢廣東右參議。累官至順天巡撫，為官廉明。

## 家族
有子李承勛。